# Leptaulaca undecimpunctata
Leptaulaca undecimpunctata is een keversoort uit de familie bladkevers (Chrysomelidae). De wetenschappelijke naam van de soort werd in 1833 gepubliceerd door Johann Christoph Friedrich Klug.